# Municipio de Tlachichuca
El municipio de Tlachichuca es uno de los 217 municipios que conforman al estado de Puebla, México. Ubicado en la tercera región del estado, tenía en el 2005 una población de 25674 habitantes y su IDH era en el 2004 de	0.6844.
Situado entre los 19º01'36" y 19º19'54" de latitud norte y los 97º10'24" y 97º30'18" de longitud oeste, limita al norte con Guadalupe Victoria, al sur con Chalchicomula y Atzitzintla, al este con el Estado de Veracruz, Quimixtlán y Chilchotla y al oeste con Aljojuca y San Nicolás Buenos Aires.
Su cabecera es la localidad de Tlachichuca, con una población de 7181 habitantes y situada a 2600 metros de altitud.
Uno de sus atractivos es la Parroquia de la Inmaculada Concepción, que data del siglo XVI.
El origen del nombre tiene diversas interpretaciones: para algunos se deriva de los términos náhuatl tlachichiuhi-qui (artesano) y can (lugar), por lo que significaría Lugar de artesanos; para otros se origina en tlalli (tierra) y chichiuhqui (trabajador), esto es Lugar de los que trabajan la tierra; otros proponen también que deriva de tlalli pero también de xoxoctlic (cosa verde) y can (lugar), lo que resultaría en Lugar de tierra verde. Finalmente, en lengua totonaca se interpretaría como el Lugar donde brotan lágrimas.
Habitada por totonacos y nahuas, tras la conquista de México se fundó el pueblo de Santa María de la Peña Tlachichuca. Formando en ese entonces parte de la municipalidad de Tepeaca, en mayo de 1807 se solicitó al Virrey procurador la formación del fundo legal de Tlachichuca. Integró posteriormente el distrito de Chalchicomula hasta que en 1895 fue erigido como municipio autónomo.
Con 459.25 km² se trata del 12° municipio del estado en orden a su superficie. 
Al noreste del municipio se encuentra la sierra de Quimixtlán, que integra la Sierra Madre Oriental y se encuentra cubierta por grandes cantidades de material volcánico. Al sureste se encuentra el volcán Citlaltépetl. Con 5747 metros sobre el nivel del mar es el más de mayor altura de México.
A sus pies y al centro del municipio se encuentran los llanos de San Andrés, amplia superficie arenosa con una depresión de origen volcánico con cráteres de explosión como el de Axalapasco de Aljojuca. Al noroeste se ubican los llanos de San Juan.
La sierra es divisoria de aguas: hacia el este los ríos Huitzelopan, Matlalopan, Ahuatla, Acalopa, La Barranca, Tlaupa, La Junta y Arroyo Puente de Viga desembocan en el río La Antigua o en el río Jamapa, que vuelcan sus aguas en el Golfo de México, y hacia el oeste los ríos Valiente, El Solitario, Quetzalapa, Piedra Pintada y Pozo Buey descienden a los llanos donde se pierden.
Mientras el Citlaltépetl mantiene su cumbre permanentemente nevada, sus estribaciones orientales presentan un clima templado húmedo con abundantes lluvias estivales. Con excepción también de los cerros gemelos de Las Derrumbadas, que presentan un clima frío, las restantes zonas montañosas son de clima semifrío subhúmedo. Por su parte, el centro y norte del municipio tiene clima templado subhúmedo con lluvias también estivales.